# Dushanbe
Dushanbe (tiếng Tajik: Душанбе, IPA: [duʃæmˈbe]) là thủ đô và là thành phố lớn nhất của Tajikistan. Dushanbe có nghĩa là Thứ hai trong tiếng Tajik địa phương. Nó được đặt tên theo cách này bởi vì nó phát triển từ một ngôi làng ban đầu có một thị trường nổi tiếng vào thứ Hai. Tính đến năm 2016, Dushanbe có dân số là 802.700 người.
Trong lịch sử, từ một ngôi làng nhỏ, Dushanbe đã trở thành thủ đô của Cộng hòa Xã hội chủ nghĩa Xô viết tự trị Tajik vào năm 1924. Cho đến năm 1929, thành phố này được biết đến với tên tiếng Nga là Dyushambe (tiếng Nga: Дюшамбе, Dyushambe) và từ năm 1929 đến năm 1961 với tên Stalinabad (tiếng Tajik: Сталинобод, Stalinobod), được đặt theo tên của Joseph Stalin.

## Lịch sử
Nằm ở ngã ba sông, Varzob và Kofarnihon, Dushanbe là thủ đô của Tajikistan. Mặc dù tàn dư khảo cổ có niên đại từ thế kỷ thứ 5 trước Công nguyên đã được phát hiện trong khu vực, nhưng có rất ít ý kiến cho rằng Dushanbe không chỉ là một ngôi làng nhỏ cho đến đầu thế kỷ 20.
Đó là ở ngã tư đường, nơi một hội chợ lớn diễn ra vào thứ Hai, do đó cái tên Dushanbe-Bazar (Tajik: Душанбе Бозор, Dushanbe Bozor) từ Dushanbe, nghĩa là Thứ Hai trong tiếng Ba Tư, - ngày thứ hai (du) sau thứ bảy (shambe). Trong làng, có hơn 500 hộ gia đình và dân số khoảng 8.000 người.
Đến năm 1826, thị trấn được gọi là Dushanbe Qurghan (tiếng Tajik: Душанбе Қурғон, Dushanbe Qurghon, với hậu tố qurƣon từ qurğan trong tiếng Thổ Nhĩ Kỳ, có nghĩa là "pháo đài") được phiên âm theo tiếng Nga là Dyushambe (Дюшамбе). Bản đồ đầu tiên cho thấy Dyushambe được phác thảo vào năm 1875. Vào thời điểm đó, thị trấn là một pháo đài trên một bờ dốc ở bờ trái của sông Varzob với 10.000 cư dân.
Năm 1920, Tiểu Vương quốc Bukhara cuối cùng đã nhanh chóng lánh nạn ở Dyushambe sau khi bị lật đổ bởi cuộc cách mạng Bolshevik. Ông trốn sang Afghanistan sau khi Hồng Quân chinh phục khu vực này vào năm sau. Vào đầu năm 1922, thị trấn đã bị quân đội Basmachi được lãnh đạo bởi Enver Pasha đánh chiếm, nhưng vào ngày 14 tháng 7 năm 1922, một lần nữa nơi đây trở lại dưới quyền kiểm soát của những người Bolshevik và được tuyên bố là thủ đô của Cộng hòa Xã hội chủ nghĩa Xô viết tự trị Tajik như một phần của Cộng hòa Xã hội chủ nghĩa Xô viết Uzbekistan năm 1924.
Một quốc gia tên là Cộng hòa Xã hội chủ nghĩa Xô viết Tajikistan đã tách khỏi SSR Uzbekistan được thành lập vào năm 1929, và thủ đô Dyushambe của nó được đổi tên thành Stalinabad (tiếng Nga: Сталинабад; Tajik: Сталинобод Stalinobod) theo tên của Joseph Stalin vào ngày 16 tháng 10 năm 1929. Trong những năm sau đó, thành phố đã phát triển với tốc độ chóng mặt
Liên Xô đã biến khu vực này thành một trung tâm sản xuất bông và lụa, và hàng chục ngàn người đã chuyển đến thành phố. Dân số cũng tăng lên với hàng ngàn người Tajik di cư đến Tajikistan sau khi chuyển Bukhara và Samarkand sang SSR Uzbekistan như một phần của việc phân định quốc gia ở Liên Xô.
Vào ngày 10 tháng 11 năm 1961, như một phần của quá trình phi Stalin hóa, Stalinabad được đổi tên thành Dushanbe, cái tên được giữ lại cho đến ngày nay.
Vụ bạo loạn nghiêm trọng xảy ra vào tháng 2 năm 1990, sau khi có tin đồn rằng chính phủ Liên Xô đã lên kế hoạch di dời hàng chục ngàn người tị nạn Armenia đến Tajikistan. Các cuộc bạo loạn ở Dushanbe chủ yếu được thúc đẩy bởi những lo ngại về tình trạng thiếu nhà ở cho người dân Tajik, nhưng chúng trùng hợp với một làn sóng bất ổn dân tộc đã lan rộng khắp Transcaucasia và các quốc gia Trung Á khác trong giai đoạn cuối dưới sự cai trị của Mikhail Gorbachev. Dushanbe trở thành thủ đô của một quốc gia Tajikistan độc lập vào năm 1991.
Vào tháng 1 năm 2017, Rustam Emomali, con trai của Tổng thống hiện tại Emomali Rahmon, được bổ nhiệm làm Thị trưởng Dushanbe, một động thái được một số nhà phân tích coi là một bước để đạt đến đỉnh cao của chính phủ.

## Khí hậu
Dushanbe có khí hậu Địa Trung Hải (Köppen: Csa), với ảnh hưởng mạnh mẽ của khí hậu lục địa (Köppen: Dsa). Mùa hè nóng, khô và mùa đông lạnh, nhưng không quá khắc nghiệt. Khí hậu ở đây ẩm ướt hơn các thủ đô quốc gia Trung Á khác, với lượng mưa trung bình hàng năm trên 500 milimét (20 in) do không khí ẩm tràn đến từ các thung lũng xung quanh trong mùa đông và mùa xuân. Mùa đông không lạnh như phía bắc do sự che chắn của thành phố bởi những ngọn núi lân cận khỏi không khí cực lạnh của Siberia. Tháng 1 năm 2008 đặc biệt lạnh và nhiệt độ giảm xuống −22 °C (−8 °F).
| Dữ liệu khí hậu của Dushanbe (1961–1990, extremes 1951–2012) | Dữ liệu khí hậu của Dushanbe (1961–1990, extremes 1951–2012) | Dữ liệu khí hậu của Dushanbe (1961–1990, extremes 1951–2012) | Dữ liệu khí hậu của Dushanbe (1961–1990, extremes 1951–2012) | Dữ liệu khí hậu của Dushanbe (1961–1990, extremes 1951–2012) | Dữ liệu khí hậu của Dushanbe (1961–1990, extremes 1951–2012) | Dữ liệu khí hậu của Dushanbe (1961–1990, extremes 1951–2012) | Dữ liệu khí hậu của Dushanbe (1961–1990, extremes 1951–2012) | Dữ liệu khí hậu của Dushanbe (1961–1990, extremes 1951–2012) | Dữ liệu khí hậu của Dushanbe (1961–1990, extremes 1951–2012) | Dữ liệu khí hậu của Dushanbe (1961–1990, extremes 1951–2012) | Dữ liệu khí hậu của Dushanbe (1961–1990, extremes 1951–2012) | Dữ liệu khí hậu của Dushanbe (1961–1990, extremes 1951–2012) | Dữ liệu khí hậu của Dushanbe (1961–1990, extremes 1951–2012) |
| Tháng                                                        | 1                                                            | 2                                                            | 3                                                            | 4                                                            | 5                                                            | 6                                                            | 7                                                            | 8                                                            | 9                                                            | 10                                                           | 11                                                           | 12                                                           | Năm                                                          |
| ------------------------------------------------------------ | ------------------------------------------------------------ | ------------------------------------------------------------ | ------------------------------------------------------------ | ------------------------------------------------------------ | ------------------------------------------------------------ | ------------------------------------------------------------ | ------------------------------------------------------------ | ------------------------------------------------------------ | ------------------------------------------------------------ | ------------------------------------------------------------ | ------------------------------------------------------------ | ------------------------------------------------------------ | ------------------------------------------------------------ |
| Cao kỉ lục °C (°F)                                           | 21.6 (70.9)                                                  | 23.1 (73.6)                                                  | 30.6 (87.1)                                                  | 35.6 (96.1)                                                  | 38.8 (101.8)                                                 | 43.0 (109.4)                                                 | 43.3 (109.9)                                                 | 45.0 (113.0)                                                 | 40.6 (105.1)                                                 | 36.8 (98.2)                                                  | 31.7 (89.1)                                                  | 24.3 (75.7)                                                  | 45.0 (113.0)                                                 |
| Trung bình ngày tối đa °C (°F)                               | 7.9 (46.2)                                                   | 10.2 (50.4)                                                  | 15.2 (59.4)                                                  | 22.1 (71.8)                                                  | 27.0 (80.6)                                                  | 33.1 (91.6)                                                  | 35.8 (96.4)                                                  | 34.3 (93.7)                                                  | 30.7 (87.3)                                                  | 24.2 (75.6)                                                  | 17.1 (62.8)                                                  | 10.8 (51.4)                                                  | 22.4 (72.3)                                                  |
| Trung bình ngày °C (°F)                                      | 2.1 (35.8)                                                   | 3.8 (38.8)                                                   | 9.2 (48.6)                                                   | 15.4 (59.7)                                                  | 20.0 (68.0)                                                  | 25.3 (77.5)                                                  | 27.1 (80.8)                                                  | 24.9 (76.8)                                                  | 20.1 (68.2)                                                  | 14.3 (57.7)                                                  | 8.9 (48.0)                                                   | 4.8 (40.6)                                                   | 14.7 (58.5)                                                  |
| Tối thiểu trung bình ngày °C (°F)                            | −2.0 (28.4)                                                  | −0.2 (31.6)                                                  | 4.2 (39.6)                                                   | 9.3 (48.7)                                                   | 13.0 (55.4)                                                  | 16.5 (61.7)                                                  | 17.9 (64.2)                                                  | 15.9 (60.6)                                                  | 11.1 (52.0)                                                  | 6.7 (44.1)                                                   | 3.5 (38.3)                                                   | 0.8 (33.4)                                                   | 8.2 (46.8)                                                   |
| Thấp kỉ lục °C (°F)                                          | −26.6 (−15.9)                                                | −17.3 (0.9)                                                  | −13.4 (7.9)                                                  | −7.8 (18.0)                                                  | 1.2 (34.2)                                                   | 8.4 (47.1)                                                   | 10.9 (51.6)                                                  | 8.1 (46.6)                                                   | 1.9 (35.4)                                                   | −4.4 (24.1)                                                  | −13.5 (7.7)                                                  | −19.5 (−3.1)                                                 | −26.6 (−15.9)                                                |
| Lượng Giáng thủy trung bình mm (inches)                      | 66.3 (2.61)                                                  | 75.4 (2.97)                                                  | 107.5 (4.23)                                                 | 105.0 (4.13)                                                 | 66.0 (2.60)                                                  | 5.5 (0.22)                                                   | 3.2 (0.13)                                                   | 0.5 (0.02)                                                   | 3.1 (0.12)                                                   | 30.6 (1.20)                                                  | 44.7 (1.76)                                                  | 59.8 (2.35)                                                  | 567.6 (22.35)                                                |
| Số ngày giáng thủy trung bình (≥ 1.0 mm)                     | 8.5                                                          | 9.1                                                          | 13.4                                                         | 9.8                                                          | 7.8                                                          | 1.5                                                          | 0.7                                                          | 0.1                                                          | 0.8                                                          | 3.7                                                          | 5.3                                                          | 8.1                                                          | 68.8                                                         |
| Độ ẩm tương đối trung bình (%)                               | 69                                                           | 67                                                           | 65                                                           | 63                                                           | 57                                                           | 42                                                           | 41                                                           | 44                                                           | 44                                                           | 56                                                           | 63                                                           | 69                                                           | 57                                                           |
| Số giờ nắng trung bình tháng                                 | 120                                                          | 121                                                          | 156                                                          | 198                                                          | 281                                                          | 337                                                          | 352                                                          | 338                                                          | 289                                                          | 224                                                          | 164                                                          | 119                                                          | 2.699                                                        |
| Nguồn 1: Deutscher Wetterdienst                              |                                                              |                                                              |                                                              |                                                              |                                                              |                                                              |                                                              |                                                              |                                                              |                                                              |                                                              |                                                              |                                                              |
| Nguồn 2: NOAA (sun, 1961–1990)                               |                                                              |                                                              |                                                              |                                                              |                                                              |                                                              |                                                              |                                                              |                                                              |                                                              |                                                              |                                                              |                                                              |

## Hành chính

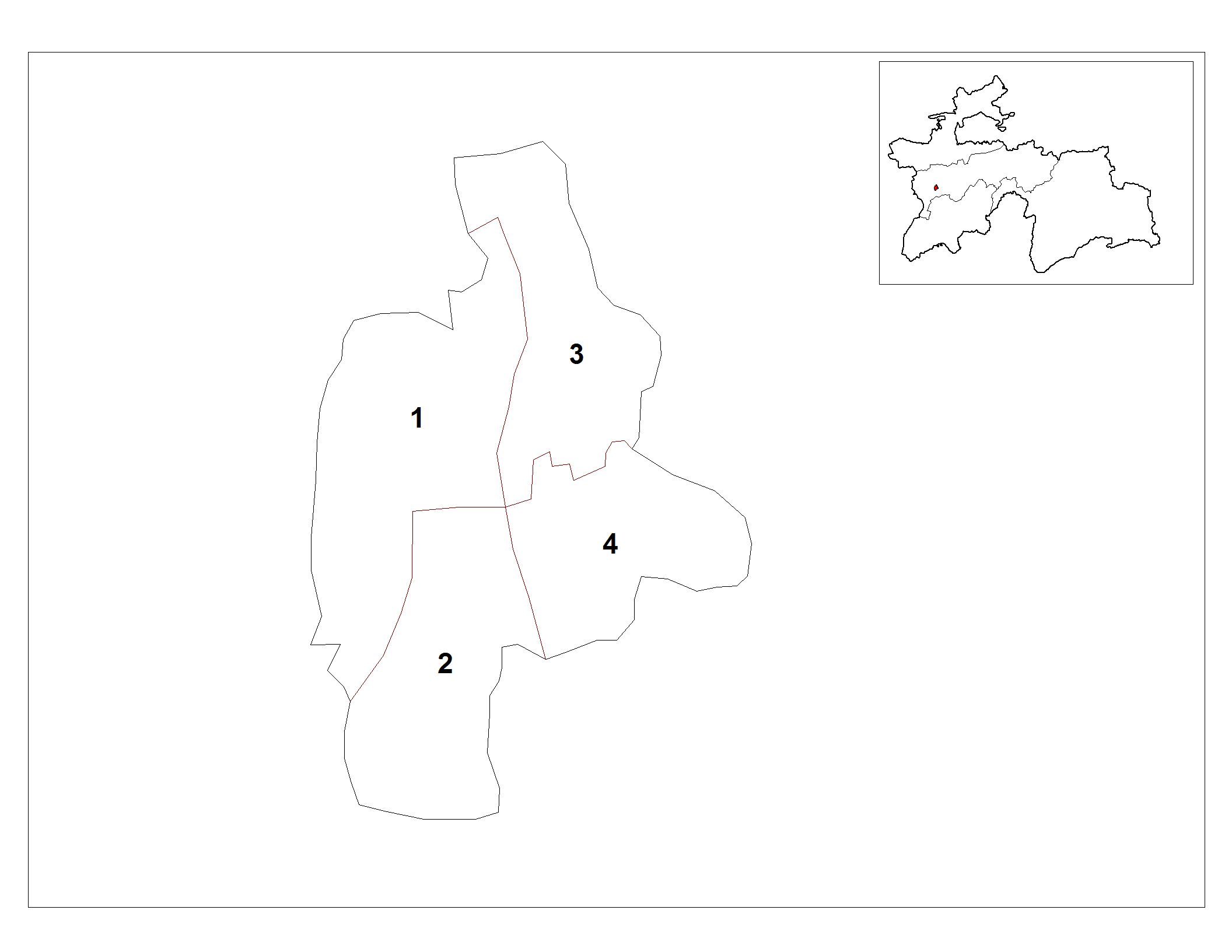
Các quận huyện của Dushanbe

Dushanbe được chia thành các quận huyện sau:
- Avicenna (Tajik: Абӯалӣ Ибни Сино, Abūali Ibni Sino; Persian: ابوعلی ابن سینا‌)
- Ferdowsi (Tajik: Фирдавсӣ, Firdavsi; Persian: فردوسی‌)
- Ismail Samani (Tajik: Исмоили Сомонӣ, Ismoili Somoni; Persian: اسماعیل سامانی‌)
- Shah Mansur (Tajik: Шоҳмансур, Shohmansur; Persian: شاه منصور‌)

## Nhân khẩu học
Dân số của Dushanbe:
- Năm 1987 là khoảng 796.000 người và bao gồm các dân tộc Tajik (75%), Uzbek (10%), người Nga (3%), và những dân tộc khác (12%);
- Năm 2016 là khoảng 802.400 người và bao gồm các dân tộc Tajik (khoảng 84,4%), Uzbeks (9,1%), người Nga (4,1%) và những dân tộc khác (2,4%).

| Năm  | Số dân  |
| ---- | ------- |
| 1926 | 6,000   |
| 1936 | 83,000  |
| 1956 | 227,000 |
| 1971 | 388,000 |
| 1987 | 796,000 |
| 1991 | 582,000 |
| 2002 | 579,000 |
| 2006 | 661,000 |
| 2008 | 679,400 |
| 2014 | 779,000 |
| 2015 | 788,700 |
| 2016 | 802,700 |

## Kinh tế
Tajik Air có trụ sở chính tại sân bay Dushanbe ở Dushanbe. Somon Air có trụ sở chính tại Dushanbe

## Giáo dục

Đại học quốc gia Tajikistan.

Một số cơ sở giáo dục có trụ sở tại Dushanbe:
- Đại học quốc gia Tajikistan
- Đại học Nông nghiệp Tajikistan
- Đại học Y khoa Tajikistan
- Đại học Luật, Kinh doanh & Chính trị Tajikistan
- Đại học Slavonic Nga-Tajik
- Trường quốc tế Dushanbe

## Điểm tham quan chính
- Bảo tàng quốc gia Tajikistan
- Bảo tàng Cổ vật Quốc gia
- Trung tâm Ismaili
- Cung điện Vahdat

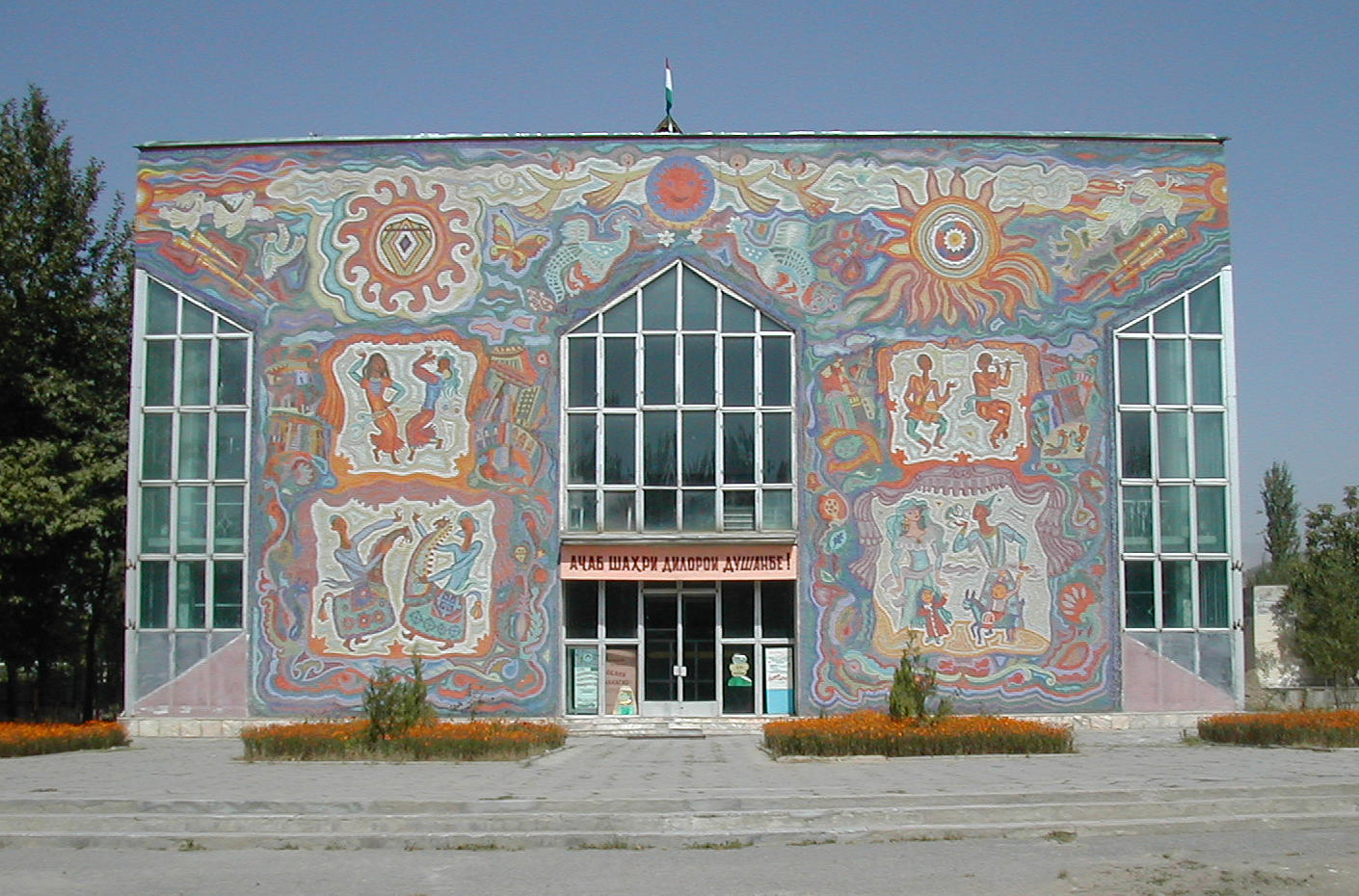
Nhà hát kịch rối

- Cột cờ Dushanbe Đây là cột cờ đứng cao thứ hai trên thế giới, ở độ cao 165 mét (541 feet), [17]
- Sở thú Dushanbe
- Đại lộ Rudaki
- Bảo tàng nhạc cụ Gurminj

## Vận tải

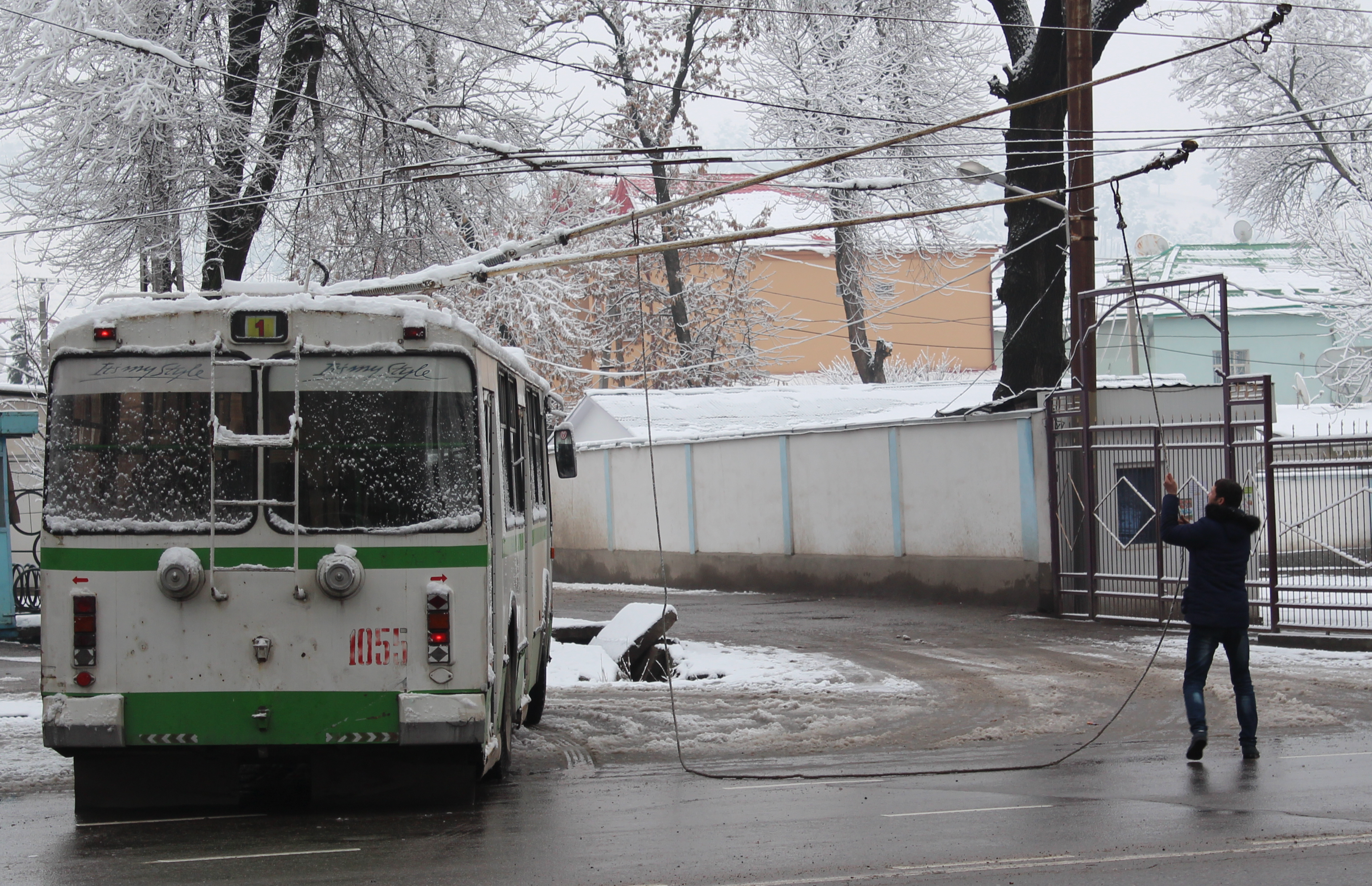
Xe điện bánh hơi ở Dushanbe

Thành phố được phục vụ bởi Sân bay Dushanbe, kể từ tháng 4 năm 2015, thường xuyên có các chuyến bay theo lịch trình đến các thành phố lớn ở Nga, Trung Á, cũng như Delhi, Dubai, Frankfurt, Istanbul, Kabul và Ürümqi cùng với các quốc gia khác. Các tuyến đường sắt chính của Tajikistan nằm ở khu vực phía Nam và kết nối Dushanbe với các khu vực công nghiệp của thung lũng Gissar và Vakhsh và với Uzbekistan, Turkmenistan, Kazakhstan và Nga.
Hệ thống xe điện bánh hơi Dushanbe vận hành xe buýt công cộng trong thành phố. Ô tô là hình thức vận chuyển chính trong cả nước. Biên giới Uzbekistan cách đó khoảng 50 km và có một con đường nối liền với thị trấn Denov của Uzbekistan. Các con đường ở phía bắc liên kết nó với Vùng Sughd và từ đó đến các khu vực của Uzbekistan và Kyrgyzstan. Con đường về phía nam đi đến Afghanistan, có thể đến đó thông qua cây cầu tại Panji Poyon cách đó 150 km.
Kể từ năm 2014, nhiều dự án xây dựng đường cao tốc và đường hầm đang được tiến hành hoặc gần đây đã hoàn thành. Các dự án lớn bao gồm cải tạo đường cao tốc Dushanbe - Chanak (biên giới của Uzbekistan), Dushanbe - Kulma (biên giới Trung Quốc), Kurgan-Tube - Nizhny Pyanj (biên giới Afghanistan) và xây dựng các đường hầm dưới đèo núi Anzob, Shakhristan, Shar-Shar và Chormazak.

## Quan hệ quốc tế

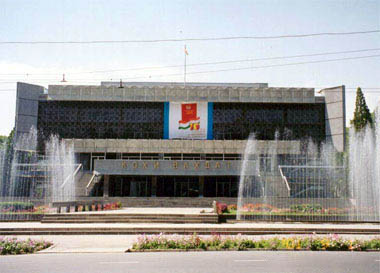
Cung điện Thống nhất (Cung điện Vahdat).

### Các thành phố kết nghĩa
Hiện tại, Dushanbe có 10 thành phố kết nghĩa.
- Kabul, Afghanistan
- Tehran, Iran
- Moskva, Nga
- Sankt Peterburg, Nga
- Akhisar, Thổ Nhĩ Kỳ
- Boulder, Hoa Kỳ
- Klagenfurt, Áo
- Ankara, Thổ Nhĩ Kỳ
- Lahore, Pakistan
- Sana'a, Yemen
- Lusaka, Zambia

## Một vài bức ảnh

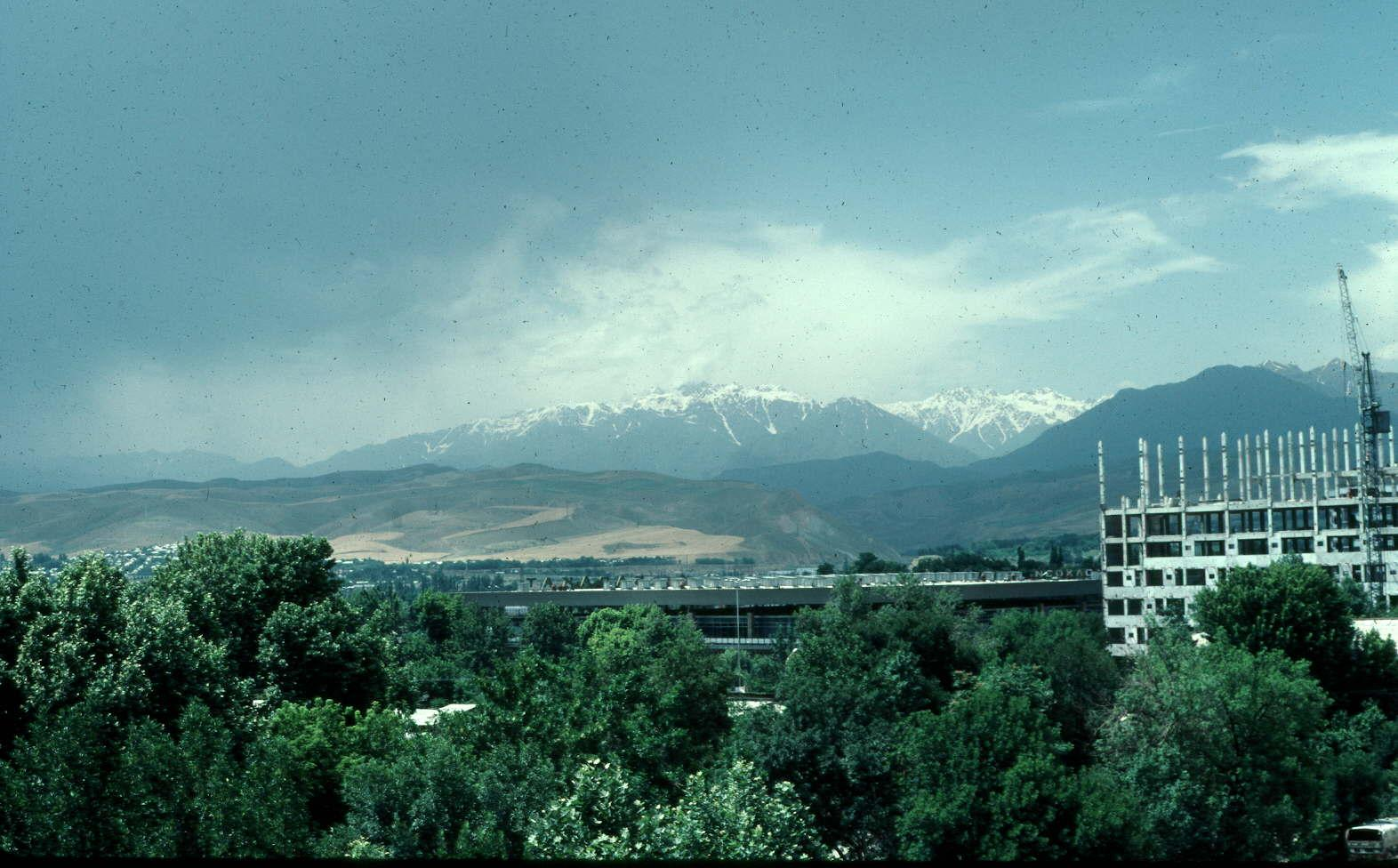
Cảnh quan phía bắc thành phố.